# Маттон-э-Клеманси
Матто́н-э-Клеманси́ (фр. Matton-et-Clémency) — коммуна во Франции, находится в регионе Шампань — Арденны. Департамент коммуны — Арденны. Входит в состав кантона Кариньян. Округ коммуны — Седан.
Код INSEE коммуны — 08281.
Коммуна расположена приблизительно в 230 км к северо-востоку от Парижа, в 100 км северо-восточнее Шалон-ан-Шампани, в 37 км к востоку от Шарлевиль-Мезьера.

## Население
Население коммуны на 2008 год составляло 465 человек.
| 1962 | 1968 | 1975 | 1982 | 1990 | 1999 | 2008 |
| ---- | ---- | ---- | ---- | ---- | ---- | ---- |
| 650  | 600  | 603  | 532  | 480  | 454  | 465  |

## Экономика
В 2007 году среди 277 человек в трудоспособном возрасте (15—64 лет) 176 были экономически активными, 101 — неактивными (показатель активности — 63,5 %, в 1999 году было 62,1 %). Из 176 активных работали 151 человек (91 мужчина и 60 женщин), безработных было 25 (14 мужчин и 11 женщин). Среди 101 неактивных 29 человек были учениками или студентами, 25 — пенсионерами, 47 были неактивными по другим причинам.

## Фотогалерея

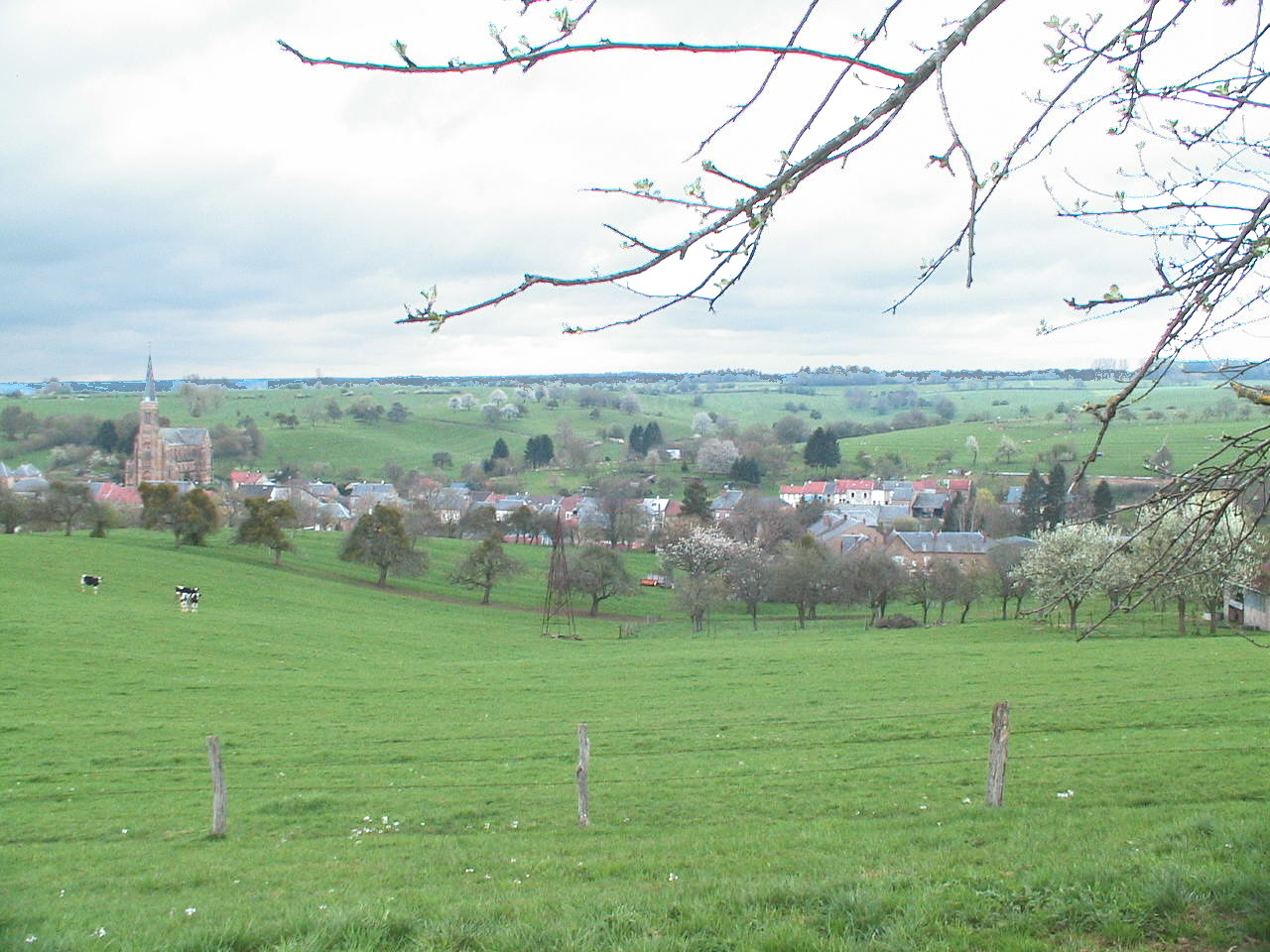
Маттон-э-Клеманси
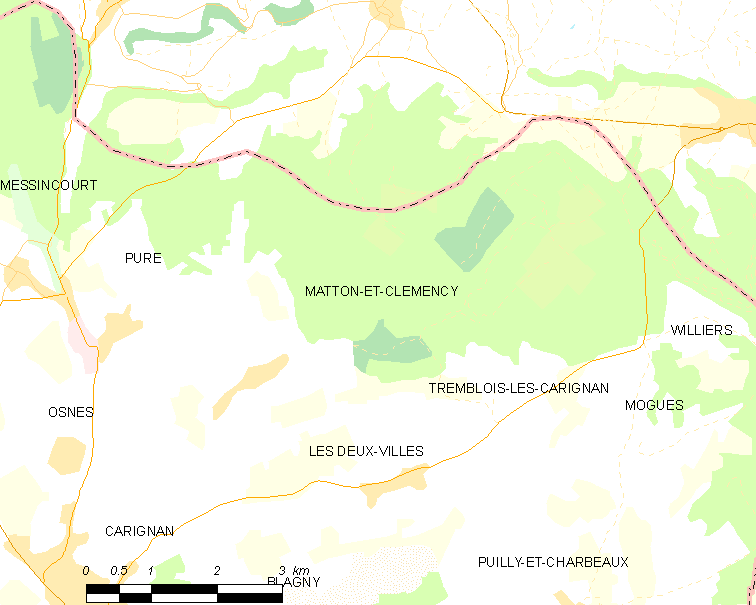
Карта коммуны